# Krylowskaja (Krasnodar, Krylowski)
Krylowskaja (russisch Крыловская) ist eine Staniza im Krylowski rajon der Region Krasnodar in Russland mit 13.621 Einwohnern (Stand 14. Oktober 2010). Sie ist nicht zu verwechseln mit der gleichnamigen Staniza im Leningradski rajon der Region Krasnodar.

## Geographie
Der Ort liegt gut 160 km Luftlinie nordnordöstlich des Regionsverwaltungszentrums Krasnodar an der Jeja und ihrem linken Zufluss Wessjolaja.
Krylowskaja ist Verwaltungszentrum des Krylowski rajon sowie Sitz der Landgemeinde Krylowskoje selskoje posselenije, zu der außerdem die Weiler (chutor) Jeja (15 km östlich) und Kasatschi (12 km östlich) gehören, beide am linken Ufer der Jeja.

## Geschichte
Der Ort entstand 1794 als eine der ersten 40 Kosakensiedlungen im Kuban-Gebiet. Die Kurinsiedlung trug zunächst nach der russischen Kaiserin Katharina II. (russisch Jekaterina) den Namen Jekaterininskoje. Im Verlaufe des 19. Jahrhunderts wurden Bauern und Kosaken aus den Gouvernements Tschernigow, Poltawa, Jekaterinoslaw und Kiew angesiedelt und der Ort erhielt als Jekaterinowskaja den Status einer Staniza.
Am 31. Dezember 1934 wurde die Staniza Verwaltungssitz des Krylowski rajon. 1961 erhielt sie, wie auch die nächstgelegene Bahnstation bei der Staniza Oktjabrskaja (bis 1963 Nowomichailowskaja), ihrem heutigen Namen nach dem Rajon, obwohl es im westlich benachbarten Leningradski rajon, nur gut 50 km entfernt, bereits eine andere größere Staniza mit Namen Krylowskaja gab. Am 11. Februar 1963 wurde der Rajon vorübergehend aufgelöst, bis er am 5. April 1978 aus Teilen der Nachbarrajons wiederhergestellt wurde.

### Bevölkerungsentwicklung
| Jahr | Einwohner |
| ---- | --------- |
| 1939 | 10.611    |
| 1959 | 7.807     |
| 1979 | 7.186     |
| 1989 | 11.995    |
| 2002 | 14.419    |
| 2010 | 13.621    |

Anmerkung: Volkszählungsdaten

## Verkehr
Straßenverbindung besteht zur gut 10 km westlich gelegenen Staniza Oktjabrskaja an der föderalen Fernstraße M4 Moskau – Rostow am Don – Krasnodar – Noworossijsk (auch Europastraße 115). In Oktjabrskaja befindet sich auch die Bahnstation Krylowskaja bei Kilometer 1468 (ab Moskau) der auf diesem Abschnitt 1875 eröffneten und seit 1962 elektrifizierten Eisenbahnstrecke Rostow – Wladikawkas/– Machatschkala – Baku.